# Ambasadorowie
Ambasadorowie, Jean de Dinteville i Georges de Selve, Podwójny portret posłów, Portret ambasadorów, (niem. Die Gesandten) – obraz Hansa Holbeina Młodszego. Powstał wiosną 1533 w Londynie. Należy do dzieł epoki renesansu.
Dzieło charakteryzuje się realistyczną techniką malarską i nawiązuje do współczesnych Holbeinowi malarzy niderlandzkich. Jest również przykładem bardzo obszernie zastosowanej symboliki w szczegółach tła. Format 207 × 209 cm. Wystawiony jest w National Gallery w Londynie.

## Historia
W 1532 Hans Holbein Młodszy przeniósł się z Bazylei na dwór króla angielskiego Henryka VIII. W związku z koronacją Anny Boleyn, na europejskie dwory zostały rozesłane zaproszenia. Wysłannikiem króla Francji, Franciszka I, był pochodzący z Szampanii szlachcic Jean de Dinteville. Na dworze angielskim dołączył do niego Georges de Selve, biskup Lavaur. W kwietniu 1533 Jean de Dinteville spotkał Holbeina i zamówił u niego portret.
Obraz został przez Jeana de Dinteville’a zabrany do Francji i umieszczony w jego zamku w Policy. W 1653 jego praprawnuk markiz de Cessac zabrał portret do Paryża. Po wystawieniu obrazu na sprzedaż, w 1787 zakupił go lord Randor i umieścił w zamku Longford Castle.
W 1890 portret został zakupiony przez National Gallery za sumę 55 tys. funtów. Był to pierwszy sponsorowany zakup tej galerii – sponsorami byli: lord Rotschild, Sir Edward Guinnes oraz Charles Cotes.

## Opis
Obraz Ambasadorowie jest podwójnym portretem, który zawiera również martwą naturę i anamorfozę.
W 1901 Mary Hervey zidentyfikowała postaci na portrecie:
- po lewej stoi Jean de Dinteville, francuski poseł na dwór Henryka VIII
- po prawej stoi Georges de Selves, który został biskupem Lavaur w wieku 17 lat i który również wyjeżdżał jako ambasador do cesarza Niemiec, do Republiki Weneckiej i Stolicy Apostolskiej.

Obydwie postacie patrzą na widza oparte o mebel zawierający dwie półeczki, na którym leży wiele przedmiotów. Jean de Dinteville jest bogato ubrany w płaszcz futrzany i beret, do którego przypięta jest spinka z emblematem czaszki ludzkiej. Na piersi nosi medal z wizerunkiem anioła, znak przynależności do Zakonu Świętego Michała. Georges de Selves jest ubrany na czarno, również nosi skórzany płaszcz. W jednej ręce trzyma rękawiczki. Obie postacie nie zostały umieszczone na środku obrazu, lecz otaczają mebel. Przed nimi, u dołu namalowany został wydłużony kształt, burzący harmonię całości.
Obraz, zgodnie ze sztuką renesansu, zawiera bardzo bogatą symbolikę, wiele punktów odniesienia, wiele ukrytych znaczeń.
Obie postacie są oparte o mebel, na którym zostały położone przedmioty symbolizujące cztery nauki matematyczne spośród siedmiu sztuk wyzwolonych (arytmetyka, geometria, muzyka i astronomia). Na wyższej półce widnieją przedmioty pomiaru czasu, sfera astralna i książka. Na niższej półce widnieje globus Johannesa Schönera z Norymbergi wykonany w 1523, dwie książki, lutnia z zerwaną struną i flety.

### Podłoga
Wygląd podłogi został zainspirowany dwiema prawdziwymi podłogami kaflowymi, choć w dużym uproszczeniu. Pierwsza z nich pochodzi z opactwa w Westminsterze, druga umieszczona jest w kaplicy Sykstyńskiej, w miejscu symbolicznym, pod malowidłem stworzenia Adama.
Symbolika podłogi do dziś pozostaje nie do końca wyjaśniona, prawdopodobnie odwołuje się do opisu stworzenia świata. Obie postacie stoją w układach kół. Koło znajdujące się na środku, mogące oznaczać Boga, jest wpisane w cztery inne koła, symbolizujące cztery elementy stworzenia (ogień, woda, ziemia i powietrze). Tak więc dwie postacie zostały przez malarza postawione w centrum stworzenia, które zostało niejako powiązane z Opactwem Westminsterskim, miejscem koronacji królów Anglii.

### Półka niższa

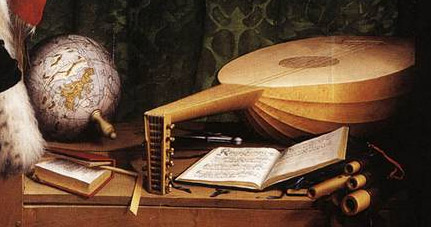
Zawartość niższej półki

Ta przestrzeń zawiera kilka przedmiotów geograficznych i muzycznych:

#### Globus
Globus został namalowany na podstawie globusu Johannesa Schönera, który zbudowano w Norymberdze w 1523. Globus na obrazie zawiera kilka istotnych informacji geopolitycznych, takich jak linia demarkacyjna oddzielająca połowy świata – hiszpańską i portugalską, ustalone z woli papieża Aleksandra VI w 1494 r. Widać na nim również Nowy Świat oraz drogę Magellana. Stwierdzono również, że na globusie można odczytać lokalizację Policy w Szampanii (obecnie Polisy), która była posiadłością Jeana de Dinteville’a. Globus namalowany został jednak z zaskakującymi błędami. Holbein napisał na nim Pritannia zamiast Britannia.

#### Książka do arytmetyki
Symbolika powiązana z książką Petera Apiana Eyne Newe unnd Wolgegrundte Underweysung aller Kaufmanns Rechnung (1527) jest prawdopodobnie niejednoznaczna. Książka ta była używana przez kupców i w ten sposób artysta zaznaczył rodzącą się w tamtych czasach emancypację nowych mieszczańskich warstw społecznych. Być może wypomina również pochodzenie kupieckie Georges’a de Selve. Pierwszym słowem na stronie otwartej książki jest Dividirt (łac. podzielił), co może być jednym z kluczy do interpretacji obrazu. Pisma Georges’a de Selve odnoszą się często do podziałów w Kościele w wyniku reformacji oraz odłączenia się Kościoła anglikańskiego.

#### Lutnia
Lutnia nawiązuje do dzieła Underweysung der Messung Albrechta Dürera (1525 rok), w którym wyjaśniona jest zasada perspektywy. Jest to więc hołd złożony przez artystę sztuce swojej epoki. Pęknięta struna zaznacza pewne odejście od harmonii.

#### Śpiewnik
Jest to Geistlich Gesangbuhli Johannesa Walthera, książka zawierająca hymny religijne. Jej pierwsze wydanie pochodzi z 1524. Śpiewnik został otwarty na dwóch stronach, które w wydaniu oryginalnym nie występują po sobie. Na stronicy po lewej można zobaczyć tłumaczenie pierwszych wersetów Veni sancte Spiritus Lutra, a po prawej – skróconą wersję dziesięciu przykazań, także Lutra. Jest to wyraźne nawiązanie do napięcia teologicznego epoki (prawo kontra łaska) w dyskusji o predestynacji. Z tyłu, na półeczce, uważny obserwator dostrzeże świecący nieznacznie cyrkiel.

### Półka wyższa

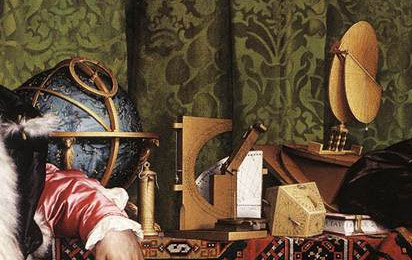
Zawartość wyższej półki

Na wyższej półeczce umieszczone są przedmioty związane z astronomią i czasem. Georges de Selve opiera łokieć na księdze, na której grzbiecie widnieje napis: ÆTATIS SVÆ 25, co odpowiada wiekowi Georges’a de Selve, który wiosną 1533 miał 25 lat (przeżył jeszcze siedem). Po lewej, obok Dinteville’a, widać sferę astralną, zawierającą konstelacje gwiezdne wpisane w postacie mitologiczne. Na niej można dostrzec gwiazdozbiór łabędzia z niewyjaśnionym dotychczas podpisem GALACIA.

#### Sfera
Globus gwiezdny pokazuje szerokości geograficzne 42° i 43° (odpowiadające terenom np. Hiszpanii lub Rzymowi, na pewno nie Londynowi, w którym obraz został namalowany). Prawdopodobnie jest to odwołanie do podziałów religijnych i dyplomatycznych między papiestwem a Anglią.

#### Zegary słoneczne i kwadranty
Jeden z kwadrantów jest nastawiony na datę 11 lub 15 kwietnia. 11 kwietnia w roku powstania obrazu przypadał Wielki Piątek, co może znowu łączyć się z widocznym z tyłu kotary krucyfiksem. Przy łokciu Georges’a de Selve widnieje specyficzny instrument: torquetum, opisany po raz pierwszy przez Ptolemeusza, a w tym czasie znowu produkowany. W książce Tajemnica ambasadorów (The Ambassadors’ Secret), wydanej w 2002, profesor filozofii i nauk ścisłych John North wykazał, że widoczne na obrazie globusy, oba zegary słoneczne, kwadranty i torquetum określają miejsce i czas namalowanego spotkania, mianowicie 11 kwietnia 1533, między trzecią i czwartą po południu, w Londynie. W 1533 Wielki Piątek wypadł właśnie 11 kwietnia, a Chrystus zmarł według Biblii w wieku 33 lat na krzyżu. Niektórzy badacze jednak uważają, że nie ma pewności co do obecności Georges’a de Selve w Londynie tego dnia, więc data ta może mieć charakter symboliczny.

### Krucyfiks
Z tyłu za zieloną kotarą, widnieje w lewym górnym rogu na wpół zasłonięty krucyfiks. Według wielu badaczy w nim właśnie tkwi klucz do interpretacji obrazu. Bohaterowie obrazu mogą symbolizować swoje czasy – stoją na fundamencie stworzonego świata, poznawanego poprzez instrumenty sztuk wyzwolonych, świata podzielonego przez konflikty zarówno religijne, jak i polityczne. Dyplomaci zasłonili krucyfiks kotarą i być może należy ten gest powiązać z rozdarciem między reformą a katolicyzmem, z debatą nad predestynacją, tj. określeniem nadrzędności w procesie zbawienia boskiej łaski nad uczynkami na Ziemi lub odwrotnie. W ten sposób obraz ten stanowi renesansową kontynuację średniowiecznego memento mori (pamiętaj o śmierci). Z tym hasłem wiąże się ostatni element obrazu: ukryta czaszka – symbol niechybnej śmierci.
Na wpół zasłonięty krucyfiks może być też odniesieniem do liturgii Wielkiego Piątku z Triduum Paschalnego. W Wielki Piątek odbywa się ceremonia uroczystego odsłonięcia krzyża i jego adoracji. Byłoby to jeszcze jednym potwierdzeniem wielkopiątkowej symboliki zawartej w dziele Holbeina.

### Czaszka

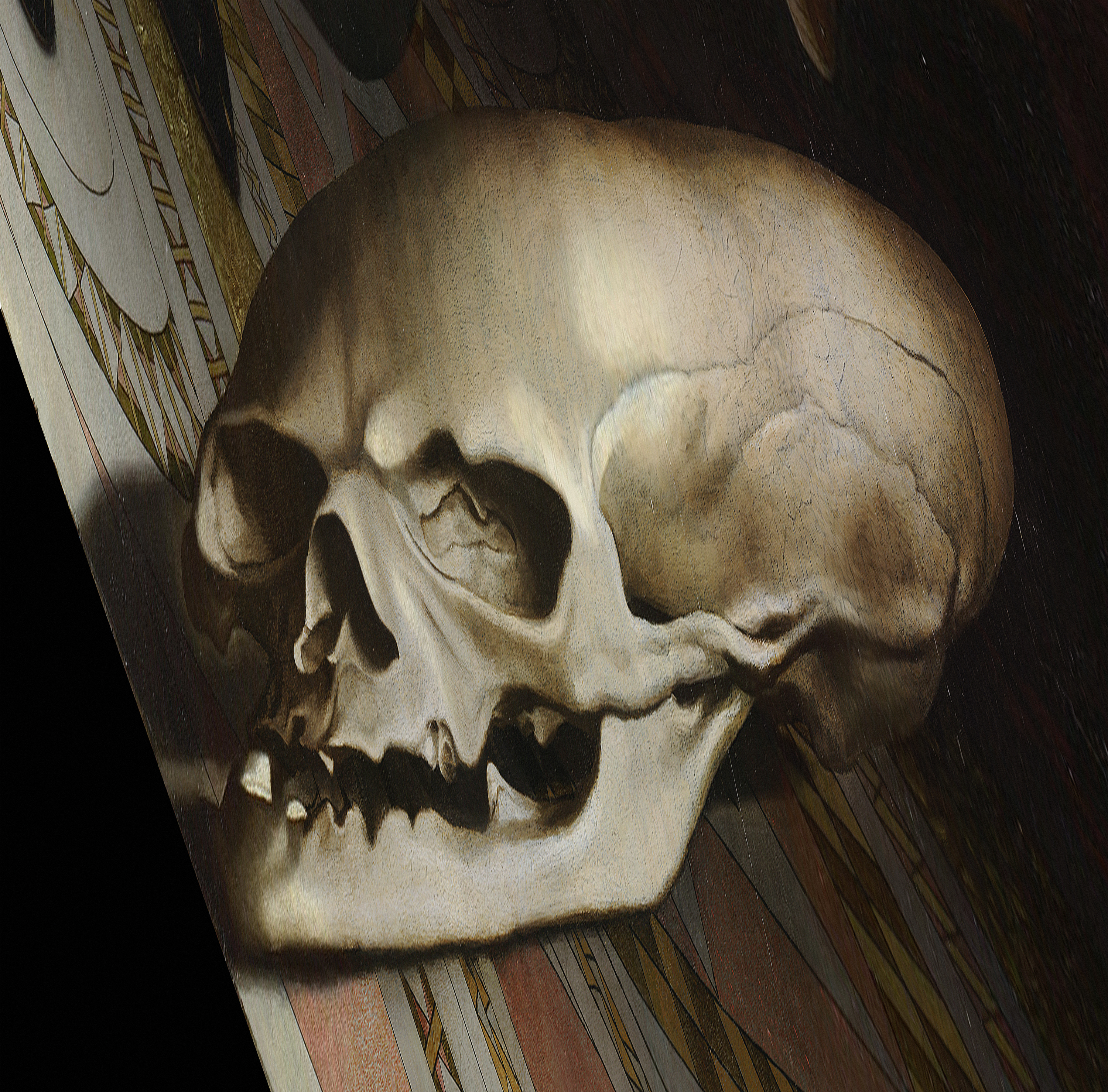
Czaszka ukryta w perspektywie anamorficznej

Dziwny kształt na podłodze, oderwany od całego układu, to ludzka czaszka zdeformowana przez anamorfozę. Połączenie zasłoniętego krucyfiksu i nieczytelnej czaszki może przywoływać Mękę Pańską oraz Golgotę (etym. hebr. czaszka) i Kalwarię (etym. łac. czaszka).

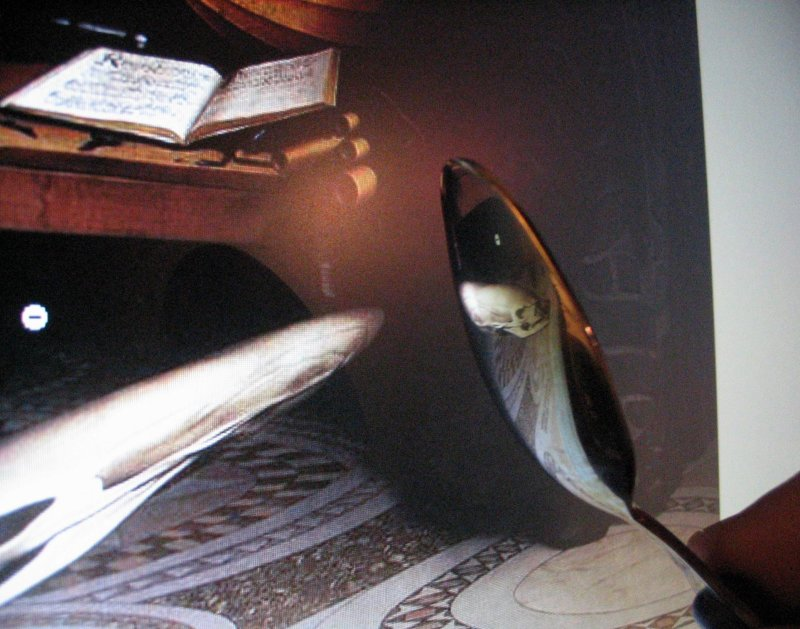
Podgląd czaszki przy pomocy łyżeczki

W rozciągniętym kształcie można rozpoznać czaszkę dzięki zwykłej łyżce. Wystarczy umieścić grzbiet łyżki w jego górnej części, po prawej stronie, a kiedy poruszy się łyżką, będzie można na jej uwypukleniu dostrzec właśnie ludzką czaszkę. Przypomina to nieco patrzenie przez obiektyw „rybie oko”.
Można też stanąć z prawej strony i patrzeć na obraz pod kątem 27°. Ze względu na perspektywę i kąt nachylenia czaszki, istnieje hipoteza, iż obraz miał wisieć na klatce schodowej. Wówczas osoba wchodząca po schodach widziałaby ten detal w idealnej perspektywie.

### Podpis
Obraz jest podpisany w lewym dolnym rogu: JOANNES/HOLBEIN/PINGEBAT/1533

## Podsumowanie
Obraz Holbeina może być interpretowany jako artystyczna wizja narastającego w XVI w. konfliktu między wartościami świeckimi, oderwanymi od dogmatów wiary (umieszczone w centrum symbole dyplomacji, nauki, polityki), a kategoriami duchowymi i metafizycznymi (stworzenie świata, zbawienie, śmierć).

## Inne ciekawe informacje
- Hohle bein (po niemiecku) oznacza pustą nogę, co może być nawiązaniem do nazwiska artysty,
- obraz Ambasadorowie stał się też źródłem inspiracji dla poety Jacka Kaczmarskiego, autora piosenki Ambasadorowie[7],
- w powieści Piotra Wojciechowskiego Obraz napowietrzny znajduje się opis obrazu, wytłumaczenie zagadki dziwnego kształtu na podłodze oraz rozważanie bohaterów książki, czyja to może być czaszka,
- w powieści Vincenta V. Severskiego Zamęt reprodukcja obrazu została podarowana oficerowi wywiadu Romanowi Leskiemu przez podkomendnych z „sekcji”. Płk Leski powiesił prezent w swoim gabinecie w budynku przy ul. Miłobędzkiej i często „konsultował” swoje decyzje ze sportretowanymi.